# Otto Roth (Mediziner, 1863)

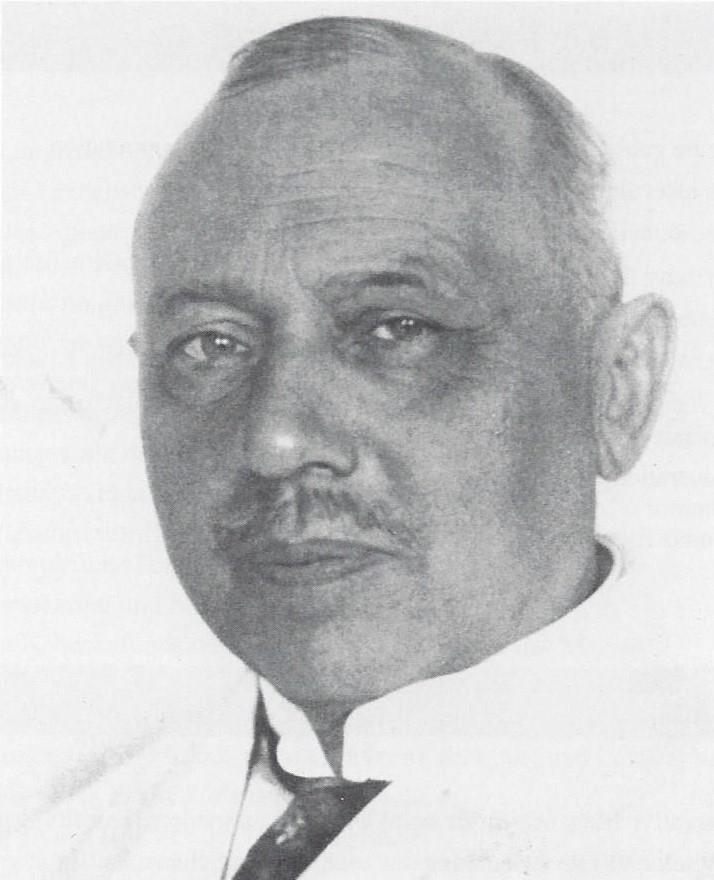
Otto Roth

Otto Roth (* 22. August 1863 in Ilsenburg (Harz); † 26. November 1944 in Lübeck) war ein deutscher Chirurg. Er entwickelte das weltweit erste Narkosegerät mit Kreisteil.

## Leben
Otto Roth kam als ältester Sohn des späteren  fürstlich-stolbergschen Kammer- und Forstrates Karl Wilhelm Ludwig (Louis) Roth und dessen Ehefrau Marianne geb. Kunkel zur Welt. Roth studierte Medizin an der Eberhard Karls Universität Tübingen, der Friedrichs-Universität Halle und der Universität Leipzig. Er beendete das Studium in Tübingen, wo er 1891 zum Dr. med. promoviert wurde. Die chirurgische Ausbildung durchlief er an der Charité in Berlin. Von 1897 bis 1933 leitete er die chirurgische Abteilung im Allgemeinen Krankenhaus Lübeck. 1911, 1921 und 1933 leitete er die 9., 22. und 46. Tagung der Vereinigung Nordwestdeutscher Chirurgen.
Mit Heinrich Dräger und dessen Sohn Alexander Bernhard Dräger (1870–1928) entwickelte er für das Drägerwerk das weltweit erste Narkosegerät (Reichspatent 154339). 1902 stellte er es erstmals öffentlich auf dem Deutschen Chirurgenkongress in Berlin vor, bevor es im darauffolgenden Jahr als Roth-Drägersches Mischnarkosegerät weithin bekannt wurde. Im Jahr 1904 verbesserte Bernhard Kroenig die Äther- und Chloroformnarkose mit dem Roth-Draegerschen Mischapparat technisch.
Roth wurde auf dem Lübecker Burgtorfriedhof unter einem hohen Obelisken bestattet. Er war Mitglied des Ärztlichen Vereins zu Lübeck. Von der Gesellschaft der Freunde und Förderer der Universität zu Lübeck e. V. wird jährlich der Professor-Otto-Roth-Preis für hervorragende Dissertationen an der Universität Lübeck vergeben.

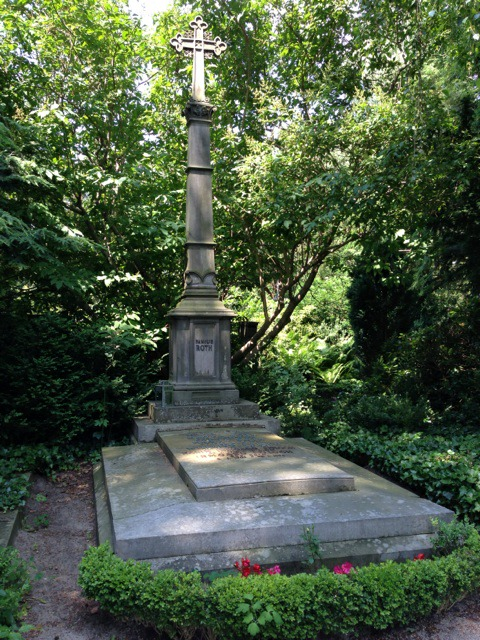
Roths Grab
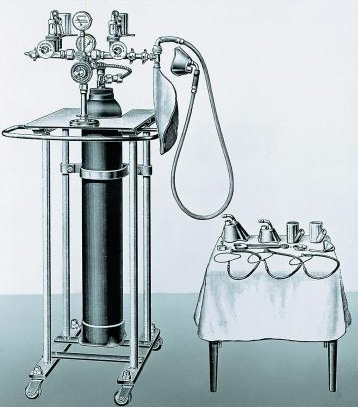
Roth-Drägersches Mischnarkosegerät (1902)

## Ehrungen
- Ehrenmitglied der Vereinigung Nordwestdeutscher Chirurgen[5]